# 미노우라역
미노우라역(일본어: 箕浦駅 미노우라에키[*])은 일본 가가와현 간온지시에 있는 시코쿠 여객철도 요산선의 역이다. 역 번호는 Y21이며, 섬식 승강장 1면 2선의 구조를 가진 지상역이다. 가가와현 내의 철도역으로서는 최서단보다 최남단에 위치해, 가와노에 역과의 사이로 에히메현과의 경계를 마주한다.

## 이용 현황
| 연도     | 하루 평균 승차 인원 |
| 2008년도 | 22명                |
| 2009년도 | 23명                |
| -------- | ------------------- |

## 역 주변
- 국도 제11호선

## 인접 정차역
| 시코쿠 여객철도 요산선      | 시코쿠 여객철도 요산선 | 시코쿠 여객철도 요산선      |
| --------------------------- | ---------------------- | --------------------------- |
| Y 20 도요하마 다카마쓰 방면 | 요산 선                | 가와노에 Y 22 마쓰야마 방면 |